# Цетрария исландская
Цетра́рия исла́ндская, или исла́ндский мох (лат. Cetrária islándica) — вид лишайников, произрастающих в Европе, Азии, Африке и Австралии.

## Описание
Слоевище лишайника внешне похоже на рыхлую дернину высотой до 10—15 см. Оно образовано плоскими, местами желобчато-свёрнутыми, лопастями. Нижняя поверхность окрашена светлее, она светло-коричневая, почти до белого, с многочисленными белыми пятнышками и разрывами коры, которые служат для проникновения воздуха.
Лопасти неправильно-лентовидные, кожисто-хрящеватые, узкие, плоские, с короткими тёмными ресничками. В зависимости от освещения поверхность этих лопастей коричневая или зеленовато-коричневая, блестящая. Края лопастей слегка загнуты вверх.
Плодовые тела образуются на концах расширенных лопастей. Блюдцеобразной формы, коричневого цвета, плоские или слегка вогнутые, 1,5 см в диаметре, со слегка зубчатым краем.

## Распространение и экология
Цетрария исландская — характерный представитель напочвенных лишайников сосновых лесов, верещатников, болот, тундр и лесотундр. Растёт прямо на почве или на коре старых пней. Предпочитает песчаные незатенённые места, где иногда образует почти чистые заросли. Развивается только в условиях чистого воздуха.

## Химический состав
Слоевища цетрарии исландской содержат до 70—80 % углеводов, главным образом лихенин (при гидролизе даёт глюкозу, растворяется в горячей воде, от йода не синеет) и изолихенин (растворяется в холодной воде, от йода синеет), а также сахара (глюкозу и галактозу), 0,5—3 % белков, 1—2 % жиров, 1 % воска, около 3 % камеди, около 3 % пигментов и от 3 до 5 % лишайниковых кислот (усниновую, протолихестериновую, лихестериновую, фумарпротоцетраровую и некоторых других), металлы: марганец, железо, медь, титан. Именно кислоты придают лишайнику горький вкус и обусловливают его тонизирующее и антибиотическое свойства.

### Фармакологические свойства
Препараты исландского лишайника обладают антисептическими свойствами: в медицине используют натриевую соль усниновой кислоты (натрия уснинат), обладающий антибактериальными свойствами. Показано, что протолихестериновая и лихестериновая кислоты проявляют высокую антимикробную активность в отношении стафилококков, стрептококков и некоторых других микроорганизмов. Уснинат натрия употребляют наружно при лечении инфицированных ран, трофических язв, ожогов.

## Значение и применение
В народной медицине отвар исландского мха используется как противовоспалительное, противокашлевое, обезболивающее и стимулирующее общий тонус организма средство.
Исландский мох показан для лечения истощённых больных. Применяется в виде отвара. В связи с тем, что он содержит крахмал (при растворении образующий студенистую массу), а также антибиотик — усниновую кислоту, его применяют при воспалениях желудочно-кишечного тракта.
В ветеринарии используют сборы, отвары и студни как обволакивающее, улучшающее аппетит и выделение желудочного сока средство. Горькое вещество цетрарин усиливает отделение желчи. Отвар применяют наружно при ожоге и язвах. Внутрь при хроническом запоре, гастрите, язве желудка.
Из литературных источников известно, что в Москве в 1918 году, когда население города стало испытывать трудности с продовольствием, в аптеках города был обнаружен большой запас цетрарии исландской, которую использовали для восполнения потребности в хлебе. Лишайник отмачивали в содовом растворе, потом сушили и мололи в порошок, а затем пекли хлеб, мешая с ржаной мукой в пропорции один к одному.

Лишайник - хорошо потребляется северным оленем (Rangifer tarandus).
- Измельчённое сырьё
- Иллюстрация из Flora Danica